# Pierre de Limoges (archevêque de Césarée)
Ne doit pas être confondu avec la Pierre de Limoges, prieur général de l'ordre de Grandmont.
Pierre de Limoges, mort en 1237, fut archevêque de Césarée de 1199 jusqu'à sa mort.

## Biographie
Né en France, Pierre était un jeune homme en 1199 lorsqu'il fut consacré archevêque par le patriarche Aymar de Jérusalem, précédent archevêque de Césarée qui venait d'être transféré au patriarcat. Sa nomination eut lieu en septembre ou plus tard, puisqu'il scella les documents du début de l'année avec son vidimus. L'année de sa nomination, il fit don d'une dîme à l'abbaye Sainte-Marie de la vallée de Josaphat. En avril 1200, le pape Innocent III le chargea de résoudre un différend entre le siège de Tyr et la république de Venise.
En 1203, Pierre fut de nouveau choisi pour succéder à Aymar Le Moine, cette fois au patriarcat latin de Jérusalem. Les électeurs patriarcaux n'ayant pu parvenir à un accord, ils déléguèrent la décision à l'archevêque de Tyr Clarembaud de Broyes, qui choisit Pierre. Cette élection fut cependant annulée par Innocent III, qui délégua la décision au cardinal Soffredo, lequel organisa sa propre nomination au poste de patriarche. En 1204, Pierre signa une lettre conjointe au pape l'informant du déclenchement de la guerre de succession de la principauté d'Antioche. En 1205, il rédigea une lettre, dont le destinataire reste incertain, annonçant la mort du roi Aimery II de Lusignan et déplorant l'état du royaume de Jérusalem.
En octobre 1210, Pierre assista au couronnement de Jean de Brienne. En janvier 1213, Innocent III ordonna à l'archidiocèse de Nicosie d'organiser une nouvelle élection et de soumettre son candidat à l'approbation de Pierre de Limoges. En octobre 1217, Pierre assista au concile d'Acre en prévision de la cinquième croisade. Le pèlerin et écrivain Thietmar, qui visita la Terre sainte en 1217 et 1218, le décrivit comme très gros. En 1220, quand Malik al-Mu'azzam Musa envahit les États croisés et Césarée fut prise. Pierre cosigna en octobre une lettre adressée au roi Philippe Ier de France appelant à l'aide,. Le 15 mai 1221, il était avec la croisade à Damiette.

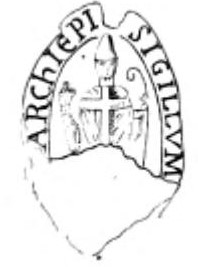
Dessin d'une empreinte de sceau de cire rouge endommagée représentant Pierre, tiré d'un vidimus de 1217 d'un document daté du 6 9 1199. L'inscription complète se lit comme suit : Sigillum Petri Cesarien[sis] Archiepisc[opi] (sceau de Pierre, archevêque de Césarée).

En janvier 1222, le pape Honorius III ordonna à Pierre de soumettre les églises non latines à son autorité dans son diocèse. En 1226, à la suite d'un différend entre le patriarche Rainier d'Antioche (en) et le prince Bohémond IV d'Antioche, Honorius III autorisa Pierre à intervenir et à restaurer tous les droits qui avaient été retirés au patriarche,. En octobre 1227, Pierre cosigna une lettre au pape Grégoire IX sur l'état du royaume.
Pierre gouverna le patriarcat de Jérusalem entre la mort du patriarche Raoul de Mérencourt en 1224 et l'arrivée de son successeur, Gérold de Lausanne, en 1228. Lorsque l'empereur Frédéric II, excommunié, débarqua à Saint-Jean-d'Acre à la tête de la sixième croisade en septembre 1228, Pierre fut de ceux qui le rencontrèrent. Sans l'approbation ecclésiastique, Frédéric négocia le traité de Jaffa et les croisés reprirent Jérusalem. Pierre arriva dans la ville le 19 mars 1229 et, sur ordre de Gérold, la plaça sous interdit. Dans l'ensemble, il apparaît très fidèle au patriarche Gérold. L'incident de Jérusalem semble cependant l'avoir quelque peu embarrassé. Sommé par l'empereur de s'expliquer, il ne se présenta pas.
Durant la guerre civile, appelée Guerre des Lombards, qui frappa le royaume dans les années 1230, l'Estoire d'Eracles présente Pierre comme un médiateur entre les factions. Il joua un rôle actif en 1232. En 1234, il fit don d'une église aux chevaliers de Saint-Lazare,. En 1235, il fut excommunié par le légat pontifical incompétent, l'archevêque de Ravenne Théodoric, mais en avril 1236, Grégoire IX leva l'interdiction.
La dernière apparition connue de Pierre dans les archives historiques remonte à septembre 1236 et il est décédé au début de 1237, alors que Gérold était en Italie. Les Annales de Terre Sainte rapportent sa mort cette année-là et son successeur était en fonction en mai.